# KkStB 49 sorozat
A kkStB 49 egy tehervonati szerkocsisgőzmozdony-sorozat volt a Császári és Királyi Osztrák Államvasutaknál (k.k. österreichische Staatsbahn, kkStB), amely mozdonyok eredetileg a Mährische Grenzbahntól (MGB) származtak.
A nyolc mozdonyt a floridsdorfi és a bécsújhelyi mozdonygyárak szállították 1873-ban. Az mozdonyok az MGB-nél a 2-10 pályaszámokat és a GRULICH,  HANNSDORF,  EISENBERG,  BLAUDA,  FRANKSTADT, LIEBAU,  NEUSTADT és STERNBERG neveket kapták.
A kkStB az MGB államosítása után a mozdonyokat a 49 sorozatba osztotta és a 49.01-08 pályaszámokat adta nekik. 1917-ig négy mozdonyt selejteztek közülük. Ezek közül a 49.08-at 1905-ben megvásárolta a Wiener Lokalbahnen (WLB), és a 62 pályaszámot adta neki. 1906-ban átszámozták 64-re, és csak 1941-ben selejtezték.
Az első világháború után a négy megmaradt mozdony a Csehszlovák Államvasutakhoz (ČSD) került, ahol a ČSD 323.0 sorozatba osztották be őket, majd 1928-ig selejtezték valamennyit.
Végezetül megjegyzésként: a BBÖ az így felszabadult 49 sorozatszámot újra felhasználta (lásd BBÖ 49 sorozat).

## Fordítás
- Ez a szócikk részben vagy egészben  a   kkStB 49 című német Wikipédia-szócikk fordításán alapul.  Az eredeti cikk szerkesztőit annak laptörténete sorolja fel. Ez a jelzés csupán a megfogalmazás eredetét és a szerzői jogokat jelzi, nem szolgál a cikkben szereplő információk forrásmegjelöléseként. Az eredeti szócikk forrásai szintén orr találhatóak.